# كيت ميلجرو
كيت ميلجرو (بالإنجليزية: Kate Mulgrew)‏ (و. 1955  م) هي ممثلة تلفزيونية، وممثلة أفلام، وممثلة مسرحية، وممثلة صوت أمريكية، ولدت في دوبوك.

## التعليم
تعلمت في مدرسة تيش العليا للفنون.

## وصلات خارجية
- كيت ميلجرو على موقع IMDb (الإنجليزية)
- كيت ميلجرو على موقع ميتاكريتيك (الإنجليزية)
- كيت ميلجرو على موقع روتن توميتوز (الإنجليزية)
- كيت ميلجرو على موقع قاعدة بيانات الأفلام العربية
- كيت ميلجرو على موقع ألو سيني (الفرنسية)
- كيت ميلجرو على موقع ميوزك برينز (الإنجليزية)
- كيت ميلجرو على موقع تيرنر كلاسيك موفيز (الإنجليزية)
- كيت ميلجرو على موقع أول موفي (الإنجليزية)
- كيت ميلجرو على موقع قاعدة بيانات برودواي على الإنترنت (الإنجليزية)
- كيت ميلجرو على موقع قاعدة بيانات الأفلام السويدية (السويدية)